# 明治座

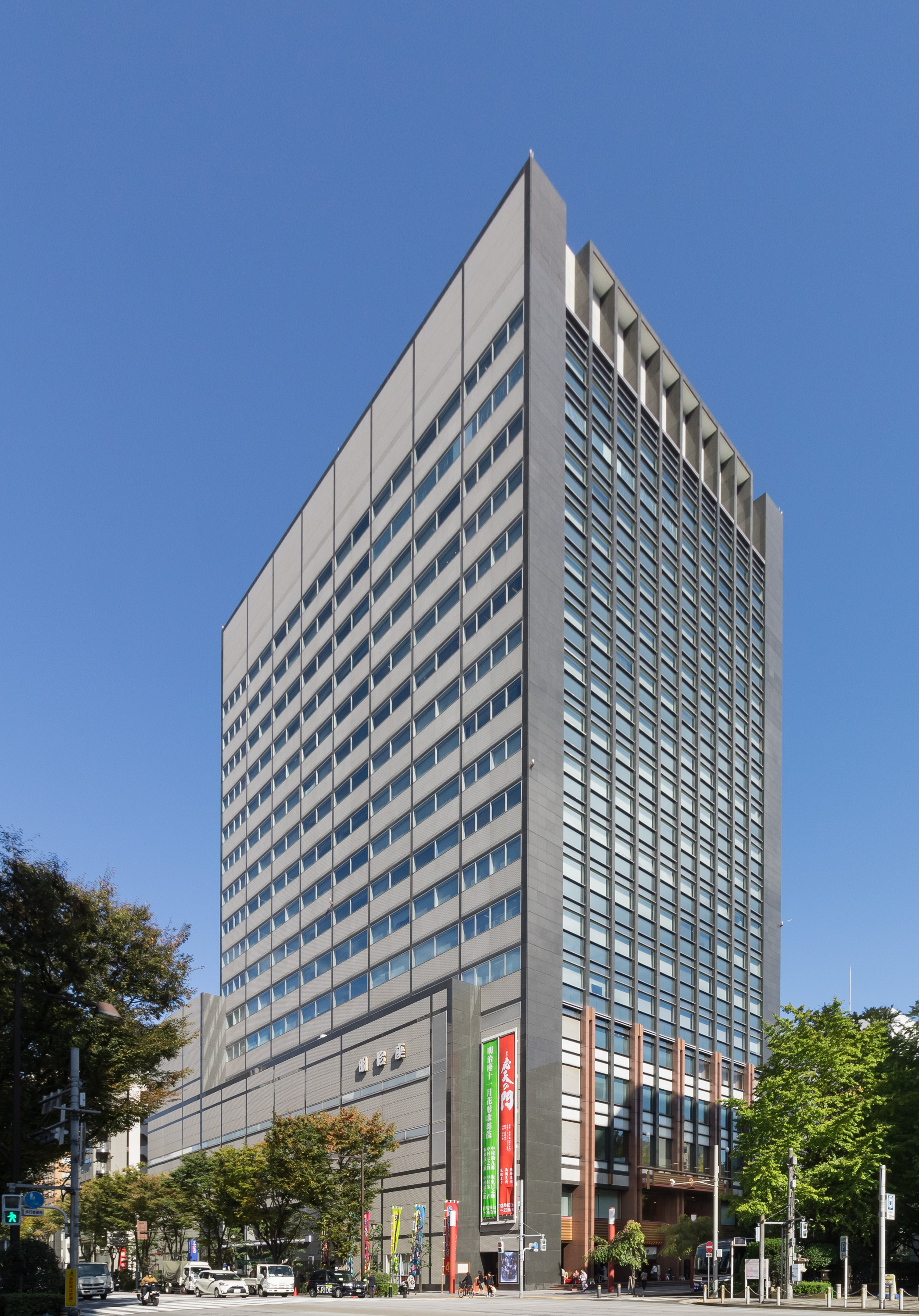

明治座（日语：めいじざ）是位於日本東京都中央區日本橋濱町二丁目的一座劇場，亦可以指運營該劇場的企業株式会社明治座。在第二次世界大戰之前，明治座由松竹運營。

## 外部連結
- 明治座 （页面存档备份，存于）
- 明治座アカデミー